# Теплоємність гірських порід
Теплоємність гірських порід (рос. теплоёмкость горных пород; англ. heat capacity of rocks; нім. Wärmekapazität f der Gesteine) – властивість гірських порід акумулювати тепло. Теплоємність порід залежить від їх мінералогічного складу і не залежить від будови, структури і дисперсного стану мінералів. 
Теплоємність матеріалу визначається кількістю тепла, необхідного для підняття температури 1 г даного тіла з t1 до t2. Вона характеризується питомою теплоємністю тіла.
Якщо кількість тепла q, необхідна для нагрівання тіла від t1 до t2 не залежить від температури, то величина   постійна. Однак у більшості випадків q залежить від температури.
Питома теплоємність гірських порід (к-ть енергії, яка необхідна для підвищення т-ри породи на 1о) зростає із зниженням їх густини в межах 0,4—2 кДж/(кг К). Т. щільної породи залежить від її мінерального складу і може бути розрахована за формулою арифметичного середньозваженого. Т. рудних мінералів нижча ніж у нерудних. З підвищенням температури Т. щільних порід, як правило, збільшується, в окремих випадках спостерігається максимум Т. при певних температурах (для кам'яного вугілля максимум Т. має місце при 200-400оС). Т. порід і мінералів різко змінюється біля точок фазових переходів. Із збільшенням вологості теплоємність порід також зростає. Найбільшу Т. за нормальних умов має вода: С = 4,18 Дж/г град. З твердих мінералів найбільшу Т. має кам’яне вугілля (1,29); найменшу – золото (0,13) та діабаз (0,17). Значина теплоємності гірських порід, які складають продуктивні пласти нафтових і газових родовищ, у багатьох випадках знаходиться в межах (1,5 - 3)х103 кДж/(м К).
В умовах насичення вологою теплоємність гірських порід зростає і приймається рівною 125,6 Дж/К.

## Інтернет-ресурси
- Теплопроводность горных пород и минералов, их плотность и теплоемкость [Архівовано 23 вересня 2020 у Wayback Machine.]